# Haematopota indiana
Haematopota indiana är en tvåvingeart som beskrevs av Jacques-Marie-Frangile Bigot 1891. Haematopota indiana ingår i släktet Haematopota och familjen bromsar. Inga underarter finns listade i Catalogue of Life.